# SpongeBob SquarePants: The Cosmic Shake
SpongeBob SquarePants: The Cosmic Shake è un videogioco a piattaforme 3D basato sulla serie animata di Nickelodeon SpongeBob sviluppato da Purple Lamp Studios, l'azienda dei videogiochi in cui aveva precedentemente sviluppato anche SpongeBob SquarePants: Battle for Bikini Bottom - Rehydrated e sarà pubblicato da THQ Nordic per Microsoft Windows, Nintendo Switch, PlayStation 4 e Xbox One. Il videogioco è il secondo gioco dopo la morte nel 2018 di Stephen Hillenburg, il creatore della serie televisiva.

## Modalità di gioco
SpongeBob SquarePants: The Cosmic Shake è a videogioco a piattaforme in 3D in cui il giocatore, nei panni di Spongebob, deve navigare attraverso 7 mondi diversi a tema, insieme alle sue abilità speciali.

## Personaggi
Giocabili:
- Spongebob SquarePants

Non giocabili:
- Patrick Stella
- Sandy Cheeks
- Squiddi Tentacolo
- Mr. Krabs
- Signora Puff
- Gary
- Plankton

## Doppiaggio
| Personaggio           | Doppiatore originale |
| --------------------- | -------------------- |
| Spongebob SquarePants | Tom Kenny            |
| Patrick Stella        | Bill Fagerbakke      |
| Sandy Cheeks          | Carolyn Lawrence     |
| Squiddi Tentacolo     | Rodger Bumpass       |
| Mr. Krabs             | Clancy Brown         |
| Signora Puff          | Mary Jo Catlett      |
| Gary                  | Tom Kenny            |